# ایبودوتانت
ایبودوتانت (انگلیسی: Ibodutant) یک داروی کاندید برای اسهال سندرم روده تحریک پذیر بود. ایبودوتانت به‌طور انتخابی گیرنده تاکی‌کینین NK2 را مسدود می‌کند و انسداد آن عملاً در غلظت‌های نانومولار کامل می‌شود.